# Такаяма, Кацунари
Кацунари Такаяма (яп. 高山勝成; род. 12 мая 1983, Осака, Япония) — японский боксёр-профессионал, выступающий в минимальной (Minimumweight) весовой категории. Чемпион мира (по версиям WBC, 2005., WBA, 2006., IBF, 2013—2014., WBO, 2014.; 2016—н. в. IBF, 2014—2015.).

## Профессиональная карьера
В апреле 2005 года победил мексиканца, Айзека Бастона, и стал чемпионом мира по версии WBC, в этом же году проиграл титул по очкам Иглу Кайове.
В 2006 году победил панамца Карлоса Мело, и стал чемпионом мира по версии WBA, в следующем году проиграл титул раздельным судейским решением, японцу, Ютаки Нииде.
В июле 2009 года проиграл по очкам Роману Гонсалесу.
В марте 2013 года победил мексиканца Марио Родригеса, и в третий раз стал чемпионом мира, на этот раз по версии IBF.
9 августа 2014 года в объединительном бою проиграл мексиканцу, Франсиско Родригесу, и утратил пояс чемпионом мира по версии IBF, в минимальной весовой категории.
31 декабря 2014 года победил соотечественника Го Одаиру и завоевал вакантные титулы чемпиона мира по версиям IBF и WBO.
31 декабря 2015 года проиграл мексиканцу Хосе Аргумедо и потерял титул чемпиона мира по версии IBF.
20 августа 2016 года победил соотечественника Рику Кано и завоевал вакантный титул чемпиона мира по версии WBO.